# تامازاتیوبه
تامازاتیوبه (به لاتین: Tamazatyube) یک منطقهٔ مسکونی در روسیه است که در شهرستان بابایورتوفسکی واقع شده‌است.